# Tomás Unger
Tomás Unger Golsztyn (Cracovia, 8 de junio de 1930-Lima, 5 de febrero de 2023) fue un reconocido divulgador científico, periodista y autor peruano-polaco.

## Datos biográficos
Su padre fue el ingeniero polaco Gerardo Unger, director de Brown, Boveri, que viajó al Perú con su familia en 1937 por motivos de trabajo y se quedó en ese país al estallar la Segunda Guerra Mundial. Tomás estudió en el Colegio Champagnat de Miraflores. Luego de un paso por la marina mercante, hizo estudios de ingeniería mecánica en la Universidad de Portland, Oregón, EE. UU. Se recibió de ingeniero arquitecto en la Escuela de Ingenieros (actual Universidad Nacional de Ingeniería) de Lima. Se inició en el periodismo en 1956 especializándose en el automóvil, temas técnicos y científicos.
Fue fundador y director de la revista especializada en el automóvil Automás y columnista de ciencia del Diario El Comercio de Lima desde 1981 hasta el 2023. Es autor de varios libros referidos al automóvil y a la ciencia. Ha ganado diversos premios internacionales por su labor periodística, especialmente como divulgador científico. También ha alcanzado reconocimiento por sus artículos agrupados bajo las series Crónicas Hepáticas y Auto-biografía.
El 14 de enero del 2021, fue condecorado con la Orden al Mérito por Servicios Distinguidos en el grado de Gran Cruz, uno de los reconocimientos más importantes que entrega el Estado peruano a los ciudadanos que más destacan en las artes, las letras, la ciencia y la cultura.
En ceremonia en Palacio de Gobierno, el presidente de la República, Francisco Sagasti, destacó “la vocación de servicio de estos peruanos destacados que, a través de su trabajo, inscribieron su nombre y su legado en la historia reciente del país”. 
Tomás estaba casado con Leonor Salazar con la que tuvo cuatro hijos: Andrés Unger, Miguel, Juan Pedro y María Teresa.

## Obras
- Petróleo Hora Cero. Lima, 1963
- Crónicas Miraflorinas. Lima, 1964
- Ventana a la Ciencia (5 tomos). Lima, 1984-1987
- Pilas y Baterías: De la Rana al Reloj Digital. Lima, 1988
- Temas de Ciencia: El Lenguaje  de las Drogas. Lima. Mura Ediciones. 1993
- Crónicas Hepáticas. Lima, Mura Ediciones, 1998
- El Automóvil
- El Rescate de un Siglo: La Colección Nicolini. Lima, Editora Automás, 2003.
- Nueva Ventana a la Ciencia. Lima. Editora Automas. 2005. ISBN 9972-50-044-6

## Premios
- Premio de periodismo sobre población y control de la natalidad. World Population Institute. Yakarta, 1987
- Primer Premio Interamericano de Periodismo Científico. Cimpec. Colombia 1989
- Premio del Consejo Superior de Investigaciones Científicas de España, 1993.
- Reconocimiento por la Asociación Automotriz del Perú por sus valiosos aportes al sector.
- Reconocimiento por el Consejo Nacional de Ciencia, Tecnología e Innovación Tecnológica (CONCYTEC) por su trayectoria como divulgador científico. Perú, 22 de junio de 2018.
- En 2021 recibió la Orden al Mérito por Servicios Distinguidos (Perú).